# Колберт (Джорджія)
Колберт (англ. Colbert) — місто (англ. city) в США, в окрузі Медісон штату Джорджія. Населення — 630 осіб (2020).

## Географія
Колберт розташований за координатами 34°2′14″ пн. ш. 83°12′47″ зх. д. / 34.03722° пн. ш. 83.21306° зх. д. (34.037244, -83.213102).  За даними Бюро перепису населення США в 2010 році місто мало площу 2,65 км², з яких 2,64 км² — суходіл та 0,01 км² — водойми.

## Демографія
Згідно з переписом 2010 року, у місті мешкали 592 особи в 238 домогосподарствах у складі 159 родин. Густота населення становила 223 особи/км².  Було 268 помешкань (101/км²).
Расовий склад населення:
| - 91,9 % — білих - 6,8 % — чорних або афроамериканців - 0,2 % — корінних американців - 0,2 % — азіатів |

До двох чи більше рас належало 0,7 %. Частка іспаномовних становила 2,0 % від усіх жителів.
За віковим діапазоном населення розподілялося таким чином: 25,5 % — особи молодші 18 років, 57,9 % — особи у віці 18—64 років, 16,6 % — особи у віці 65 років та старші. Медіана віку мешканця становила 39,9 року. На 100 осіб жіночої статі у місті припадало 91,6 чоловіків;  на 100 жінок у віці від 18 років та старших — 84,5 чоловіків також старших 18 років.
Середній дохід на одне домашнє господарство  становив 52 539 доларів США (медіана — 39 500), а середній дохід на одну сім'ю — 60 457 доларів (медіана — 51 250). За межею бідності перебувало 26,5 % осіб, у тому числі 50,6 % дітей у віці до 18 років та 6,3 % осіб у віці 65 років та старших.
Цивільне працевлаштоване населення становило 277 осіб. Основні галузі зайнятості: освіта, охорона здоров'я та соціальна допомога — 35,4 %, мистецтво, розваги та відпочинок — 13,4 %, роздрібна торгівля — 9,4 %, виробництво — 8,3 %.